# Melasina frenigera
Melasina frenigera är en fjärilsart som beskrevs av Edward Meyrick 1911. Melasina frenigera ingår i släktet Melasina och familjen säckspinnare. Inga underarter finns listade i Catalogue of Life.